# 伊吹雫
伊吹 雫（いぶき しずり）は日本の女性声優。主にアダルトゲームに声をあてている。

## 出演作品
太字は主役・メインキャラクター

### ゲーム

#### 2002年
- ミモザの咲く頃（樋口秋[1]）

#### 2003年
- クリクリクッキー（クッキー）
- ぷるぷるピュ～トピアDash

#### 2004年
- 姉妹凌辱・優希燐版
- すくみずポリス（日本橋梨々華、淀屋ろここ）
- 土曜の夜の狐狩り・OUTSIDER版

#### 2005年
- 姉妹教師丼（神月ゆかり）
- still more（邑上彩）
- テレショップたたた ～大人のおもちゃはどうですか～（三谷あやか）
- 届くはずのない手紙（御堂結）
- Trick or Treat（アリサ）
- 姫一夜 ～処女姫・全穴陵辱夜会～（ティア姫）
- プルピューDynamite!
- めせメディ ～ツンデレイチャイチャAVG～（神代尚子[2]）
- 遊狂玩具リバース（蔓木恭美子）
- 凌辱の艦隊YUKIRIN版

#### 2006年
- 今日のごにょごにょ ～5年2組のエッチな放課後♪
- よつのは（天地祭[3]）
- よつのは DVD版（天地祭）

#### 2007年
- 巨娘国渡航記（グラムダルクリッチ）

#### 2008年
- イントルーダー・ラルカ ～姦獄の孤島～（ラルカ[4]）
- 宇宙海賊カグラ（サクヤ）
- えろ漫ゲ・レイプ×逆レイプ ～人妻妹・薫子～（薫子）

#### 2009年
- お掃除フェラチオCollection シルブプレ!（和狭センパイ）
- ふわふわ彼女（麻里）
- 紋章外典・騎
- 紋章外典・聖（エリス）
- 紋章外典・姫
- 紋章外典・賤（道具屋おねぃさん）
- 紋章外典・賤 ～アウトキャスト～（道具屋おねぃさん）

#### 2010年
- 祈りの鐘は夜に哭く（ロザリエ）
- イルマ&ミリィ The UNDER COVERs（ミリアム・デュフナー）

#### 2011年
- 巨娘国渡航記2（グラムダルクリッチ[5]）
- D.S.E 絶対深姦（ブレンダ・ノーマン）
- マーメイド海峡を越えろ!（鬼塚あざみ）
- 淫乱恥療カウンセル ～徹男の部屋～（りか）